# Angus Maclaurin
Angus Maclaurin (26 de junio de 1978) es un deportista estadounidense que compitió en remo. Ganó dos medallas en el Campeonato Mundial de Remo, en los años 2000 y 2003, ambas en la prueba de ocho con timonel ligero.

## Palmarés internacional
| Campeonato Mundial | Campeonato Mundial | Campeonato Mundial | Campeonato Mundial      |
| Año                | Lugar              | Medalla            | Prueba                  |
| ------------------ | ------------------ | ------------------ | ----------------------- |
| 2000               | Zagreb (Croacia)   | Medalla de oro     | Ocho con timonel ligero |
| 2003               | Milán (Italia)     | Medalla de plata   | Ocho con timonel ligero |